# Bundesstraße 410
De Bundesstraße 410 (afkorting: B 410) is een 95 kilometer lange bundesstraße in de Duitse deelstaat Rijnland-Palts.
De weg begint bij Dasburg en loopt via Prüm en Kelberg naar Hirten.

## Routebeschrijving
De B410 begint aan de Luxemburgse grens ten westen van Dasburg en loopt in noordelijke richting door de Eifel.
De B410 loop door Dasburg, Pronsfeld, Watzenrieth naar Prüm waar een korte samenloop is met de B265. Bij de afrit Prüm-Nord sluit de B410 aan op de B51. Tussen de aansluiting Prüm-Nord en de afrit Dausfeld loopt de weg samen met de B51 bij de afrit Dsausfeld buigt de B51 noordwaarts af. De B410 loopt in oostelijke richting verder en komt nog door Büdesheim,  Gerolstein, Betteldorf, Dockweiler naar de afrit Gerolstein waar zij aansluit op de A1.
Vervanging
Tussen afrit Gerolstein en afrit Kelberg is de weg vervangen door de A1.
Voortzetting
Vanaf afrit Kelberg (A1) loopt de B410 door Kelberg naar Hirten waar zij aansluit op de B258.

## Geschiedenis
Door het gebrek aan belang binnen het nationale netwerk is de route niet bijzonder goed uitgebouwd. Wel vormt de weg vanaf 2012 bij Kelberg het tijdelijke eindpunt van de A1 vanuit Saarbrücken.

## Verkeersintensiteiten
In 2010 reden dagelijks 2.300 voertuigen ter hoogte van de Luxemburgse grens, een aantal dat licht stijgt naar zo'n 4.000 voertuigen ten westen van Prüm. In Prüm piekt de intensiteit op 11.000 voertuigen om dan te dalen naar 4.500 voertuigen ten westen van Gerolstein en 15.000 voertuigen in Gerolstein zelf. Ten oosten van Gerolstein zakken de intensiteiten naar tussen de 1.200 tot 2.400 voertuigen. De B410 is daarmee over de gehele lengte allerminst druk te noemen.
B1 · B3 · B7 · B8 · B9 · B10 · B26 · B27 · B35 · B37 · B38 · B39 · B40 · B41 · B42 · B43 · B43a · B44 · B45 · B47 · B48 · B49 · B50 · B51 · B52 · B53 · B54 · B55 · B55a · B56 · B56n · B57 · B58 · B59 · B61 · B62 · B63 · B64 · B65 · B66 · B66n · B67 · B68 · B70 · B80 · B83 · B84 · B219 · B220 · B221 · B223 · B224 · B225 · B226 · B227 · B228 · B229 · B230 · B231 · B233 · B234 · B235 · B236 · B237 · B238 · B239 · B241 · B249 · B250 · B251 · B252 · B253 · B254 · B255 · B256 · B257 · B258 · B259 · B260 · B261 · B262 · B263 · B264 · B265 · B266 · B267 · B268 · B269 · B270 · B271 · B272 · B274 · B275 · B277a · B278 · B279 · B284 · B288 · B323 · B324 · B326 · B327 · B399 · B400 · B403 · B405 · B406 · B407 · B409 · B410 · B411 · B412 · B413 · B414 · B416 · B417 · B418 · B419 · B420 · B421 · B422 · B423 · B424 · B426 · B427 · B428 · B429 · B448 · B449 · B450 · B451 · B452 · B453 · B454 · B455 · B456 · B457 · B458 · B459 · B460 · B469 · B473 · B474 · B475 · B476 · B477 · B478 · B479 · B480 · B481 · B482 · B483 · B484 · B485 · B486 · B487 · B488 · B489 · B499 · B504 · B506 · B507 · B508 · B509 · B510 · B511 · B513 · B514 · B515 · B516 · B517 · B519 · B520 · B521 · B525 · B528 · B611